# Soriba Kouyaté
Soriba Kouyaté (* 23. Dezember 1963 in Dakar; † 13. Oktober 2010 in Paris) war ein senegalesischer Griot und Koraspieler.

## Leben und Wirken
Kouyaté, Sohn des Griots und Koraspielers Mamadou Kouyaté, besuchte zunächst die von seinem Vater gegründete Koraschule. In Ergänzung zum traditionellen Repertoire spielte er auch Funk- und Jazztitel. In der Folge veränderte er das Instrument: Neben der elektrischen Verstärkung setzte er zusätzliche Wirbel ein, um die pentatonisch gestimmten Saiten schnell umzustimmen und übertrug Zupf- und Slaptechniken von Gitarre und Bassgitarre auf das Instrument. Er trat mit afrikanischen Musikern wie Youssou N’Dour, Salif Keïta, Ray Lema und Hugh Masekela auf, aber auch mit Dizzy Gillespie, Peter Gabriel, Harry Belafonte oder Diana Ross. Er zog nach Paris, wo er eine Band gründete, mit der er seinen eigenen Worldjazz entwickelte. Seit 1995 nahm er Alben unter eigenem Namen auf. 2003 spielte er auf dem Jazzfestival Frankfurt mit Candy Dulfer und Michel Godard. Vor seinem Tod konnte er die Aufnahmen zu seinem letzten Album mit dem Kora Jazz Trio mit Moussa Cissoko, Djéli Moussa Diawara und Abdoulaye Diabaté abschließen. Seine Musik wurde auch in Filmen von Spike Lee verwendet.

## Preise und Auszeichnungen
1989 erhielt er den ersten Preis auf dem Festival Ouest Africain de la Kora en Guinée.

## Diskographische Hinweise
- Kanakassi (ACT, mit Paolo Fresu, Linley Marthe, Joël Allouche, Jean-Charles Agou, François Quillet u. a.)
- Bamana (ACT, mit Linley Marthe, Joël Allouche, Didier Malherbe, François Quillet u. a.)
- Live in Montreux (2000, ACT, mit Matthieu Michel, Linley Marthe, Joël Allouche)